# Ruciany
Ruciany – wieś w Polsce położona w województwie mazowieckim, w powiecie sokołowskim, w gminie Bielany. Ma status sołectwa. Leży nad Starą Rzeką.
W latach 1975–1998 miejscowość administracyjnie należała do województwa siedleckiego.
Wierni kościoła rzymskokatolickiego należą do parafii Trójcy Przenajświętszej w Rozbitym Kamieniu.